# CG-9滑翔機
AGA Aviation CG-9是一款於二戰時擬議為美國陸軍航空軍 建造的運輸滑翔機，但最終沒有建造，該計劃被取消。

## 發展
CG-9是一款雙臂配置的大型運輸滑翔機，可容納32名士兵。中央機身可容納20名士兵，而外側短艙各可容納6名士兵。美國陸軍航空軍於1942年6月27日訂購兩架原型機（序號 42-56697/56698)，但計畫隨後取消，儘管模型已經完成並經過檢查。在1942年12月2日計畫取消時，靜態測試機身已完成55%，第一架原型機完成了5%，第二架原型機僅完成了1%。[

## 外部連結
- Mrazek, James E. . Mechanicsburg, Pennsylvania, United States: Stackpole Books. 2011. ISBN 081170808X.